# Фергюсон, Элси
Э́лси Фе́ргюсон (англ. Elsie Ferguson; 19 августа 1883[…], Нью-Йорк, Нью-Йорк — 15 ноября 1961, Нью-Лондон) — американская актриса театра и немого кино.

## Биография
Элси Фергюсон родилась 19 августа 1883 года в Нью-Йорке. Отца звали Хайрам, он был успешным богатым адвокатом, мать звали Амелия, была единственным ребёнком в семье. Девушка росла и училась на Манхэттене, с детства заинтересовалась театром, дебютировала на сцене в 17 лет — танцовщицей в мюзикле «Красавица Нью-Йорка». В 19 лет впервые появилась на Бродвее и осталась там надолго: за 42 года сыграла в примерно трёх десятках постановок. До 1912 года её продюсером был известный владелец театров Генри Б. Гаррис, а до 1915 года — Чарльз Фромен (оба погибли в кораблекрушениях: первый — на «Титанике», второй — на «Лузитании»).
С началом Первой мировой войны Фергюсон, как и многие бродвейские звёзды, организовала кампанию по продаже военных облигаций со сцены перед началом спектакля, а также на широко разрекламированных выступлениях в таких местах, как, например, Нью-Йоркская публичная библиотека.
Фергюсон была красивой популярной известной театральной актрисой, и ей неоднократно поступали предложения о киносъёмках от разных режиссёров, которые она отвергала. Наконец в 1917 году она приняла предложение известного французского режиссёра Мориса Турнёра и сыграла главную роль утончённой леди в фильме «Берберийская овца». Проникнувшись кинематографом, Фергюсон подписала контракт с кинопродюсером и режиссёром Адольфом Цукором (основателем Paramount Pictures). За пять лет (1917—1922) девушка снялась в 23 кинофильмах (все они, кроме «Свидетеля защиты», ныне считаются утерянными), затем были ещё два разовых появления в 1925 и 1930 годах, но в эпоху звукового кино актриса не вошла (единственное исключение — «Алые страницы» 1930 года). Актёрский образ — элегантные дамы из высшего общества, имела прозвище «Аристократка немого экрана». Многие продюсеры жаловались, что с ней тяжело работать, в том числе из-за её высокомерия. Многие фильмы, в которых Фергюсон соглашалась сниматься, были экранизациями сценических пьес, с которыми она была знакома.
В конце 1910-х годов купила дом в Голливуде и переехала в Калифорнию. В 1920 году отправилась в путешествие в Европу, влюбилась в Париж и в Лазурный Берег, и вскоре купила в Антибе дом.
Вскоре после своей последней, четвёртой, свадьбы в 1934 году с мужем купила ферму в Коннектикуте и делила своё время между домом там и во французской Антибе. В 1944 году последний раз появилась на Бродвее, после чего 60-летняя женщина полностью оставила артистическую карьеру и удалилась на покой.
Элси Фергюсон скончалась 15 ноября 1961 года в больнице Lawrence + Memorial в городе Нью-Лондон (штат Коннектикут). Похоронена на кладбище «Дак Ривер» в городке Олд-Лайм (штат Коннектикут). Очень богатая женщина без наследников и любительница животных, она оставила бо́льшую часть своего значительного состояния различным благотворительным организациям, в том числе нескольким по защите животных.

### Личная жизнь
Хорошо известная как трудная в общении, темпераментная и склонная к спорам, Фергюсон была замужем четыре раза, детей ни от одного из браков не было.
1. Фредерик Чемберлен Хоэй. Брак заключён 19 августа 1907 года, 12 августа 1914 года последовал развод.
2. Томас Бенедикт Кларк-младший. Брак заключён 14 июня 1916 года, 26 июля 1923 года последовал развод.
3. Фредерик Уорлок[англ.] (1886—1973), британо-американский киноактёр. Брак заключён 4 мая 1924 года, в 1930 году последовал развод[5].
4. Виктор Огастас Сеймур Эган, состоятельный ирландец. Брак заключён 17 марта 1934 года и продолжался 22 года до самой смерти мужа.

## Бродвей
(избранные работы)
- 1903—1905 — Девушка из Кайса[англ.] / The Girl from Kays — Клейра Батлер
- 1905 — Мисс Долли Долларс[англ.] / Miss Dolly Dollars — Селеста
- 1910 — Каста[англ.] / Caste — Эстер Эклс
- 1913 — Аризона[англ.] / Arizona
- 1916 — Венецианский купец / The Merchant of Venice — Портия[англ.]
- 1924 — Она склоняется, чтобы победить[англ.] / She Stoops to Conquer — Кейт Хардкасл
- 1943—1944 — Невероятная удача / Outrageous Fortune — Кристал Грейнджер

## Избранная фильмография
- 1917 — Берберийская овца[англ.] / Barbary Sheep — леди Кэтрин «Китти» Уайверн
- 1917 — Возвышение Дженни Кушинг[англ.] / The Rise of Jennie Cushing — Дженни Кушинг
- 1918 — Роза мира[англ.] / Rose of the World — Розамонд Инглиш
- 1918 — Песнь песней[англ.] / The Song of Songs — Лили Кардос
- 1918 — Ложь[англ.] / The Lie — Элинор Шейл
- 1918 — Кукольный дом[англ.] / A Doll's House — Нора Хелмер
- 1918 — Сердце дебрей[англ.] / Heart of the Wilds — Джен Гэлбрейт
- 1918 — Под зелёным деревом[англ.] / Under the Greenwood Tree — Мэри Хэмилтон
- 1919 — Цена брака[англ.] / The Marriage Price — Хелен Тремейн
- 1919 — Глаза души[англ.] / Eyes of the Soul — Глория Суонн
- 1919 — Лавина[англ.] / The Avalanche — Чичита / мадам Делано / Хелен
- 1919 — Изгнанная из общества[англ.] / A Society Exile — Нора Шард (Кристина)
- 1919 — Свидетель защиты[англ.] / The Witness for the Defense — Стелла Деррик
- 1919 — Подделка[англ.] / Counterfeit — Вирджиния Грисуолд
- 1920 — Дочь леди Роуз[англ.] / Lady Rose's Daughter — Жюли ле Бретон / леди Роуз / леди Мод
- 1921 — Любовь небесная и Любовь земная[англ.] / Sacred and Profane Love — Карлотта Пил
- 1921 — Навсегда[англ.] / Forever — Мимси
- 1922 — Изгой[англ.] / Outcast — Мириам
- 1930 — Алые страницы[англ.] / Scarlet Pages — Мэри Бэнкрофт, адвокат
- 1931 — Дом, построенный тенями[англ.] / The House That Shadows Built[6]

В роли самой себя
- 1922 — Поездка в Парамаунтаун[англ.] / A Trip to Paramountown
- 1924 — Бродвей после наступления темноты[англ.] / Broadway After Dark

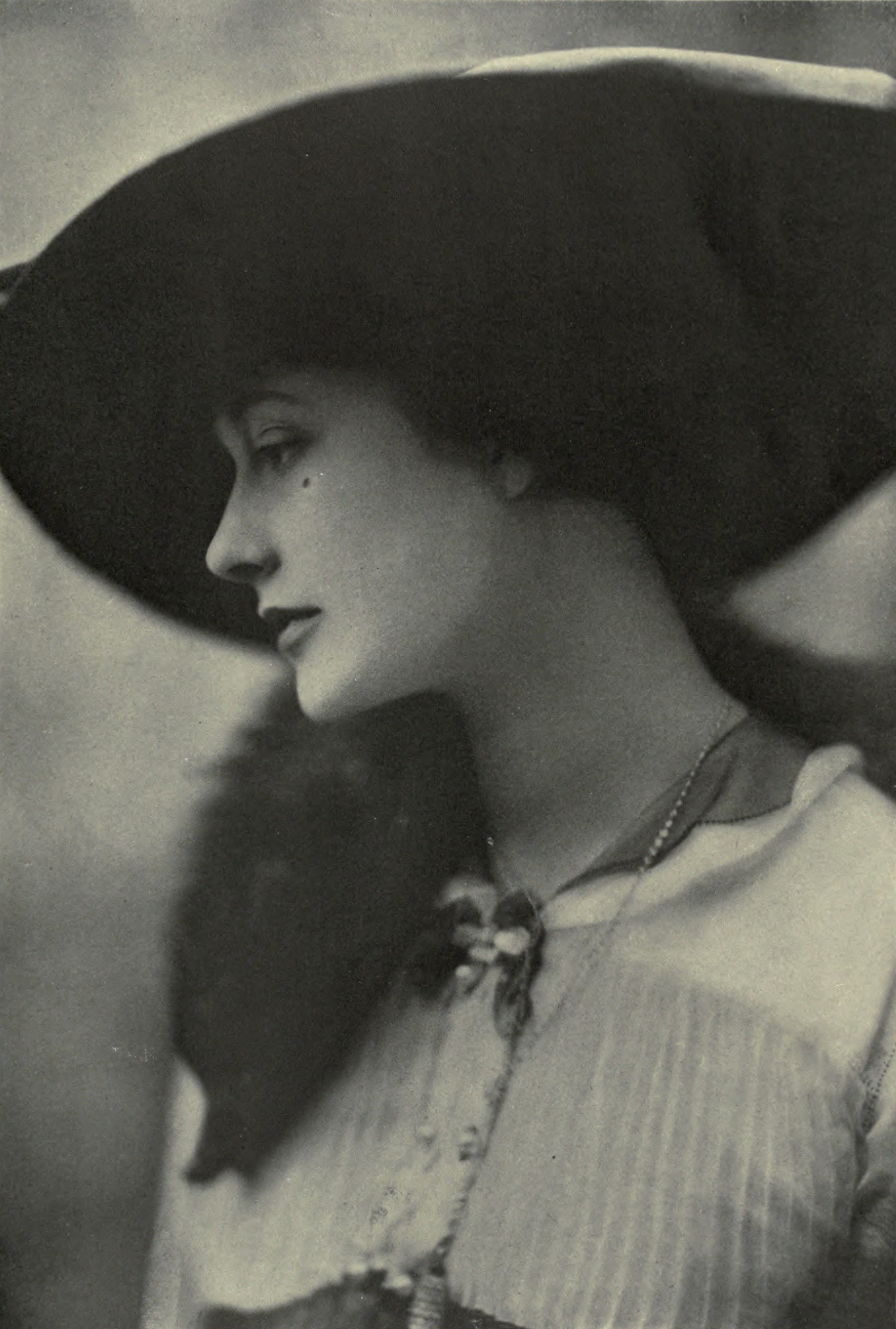
В журнале The Theatre, июль 1913 г.
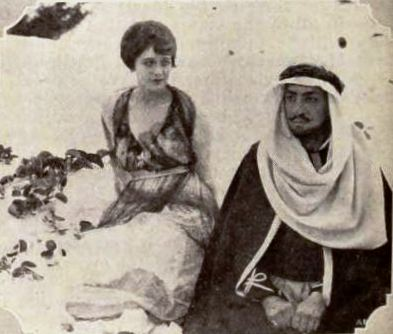
С Педро де Кордобой[англ.] в фильме «Берберийская овца[англ.]» (1917)
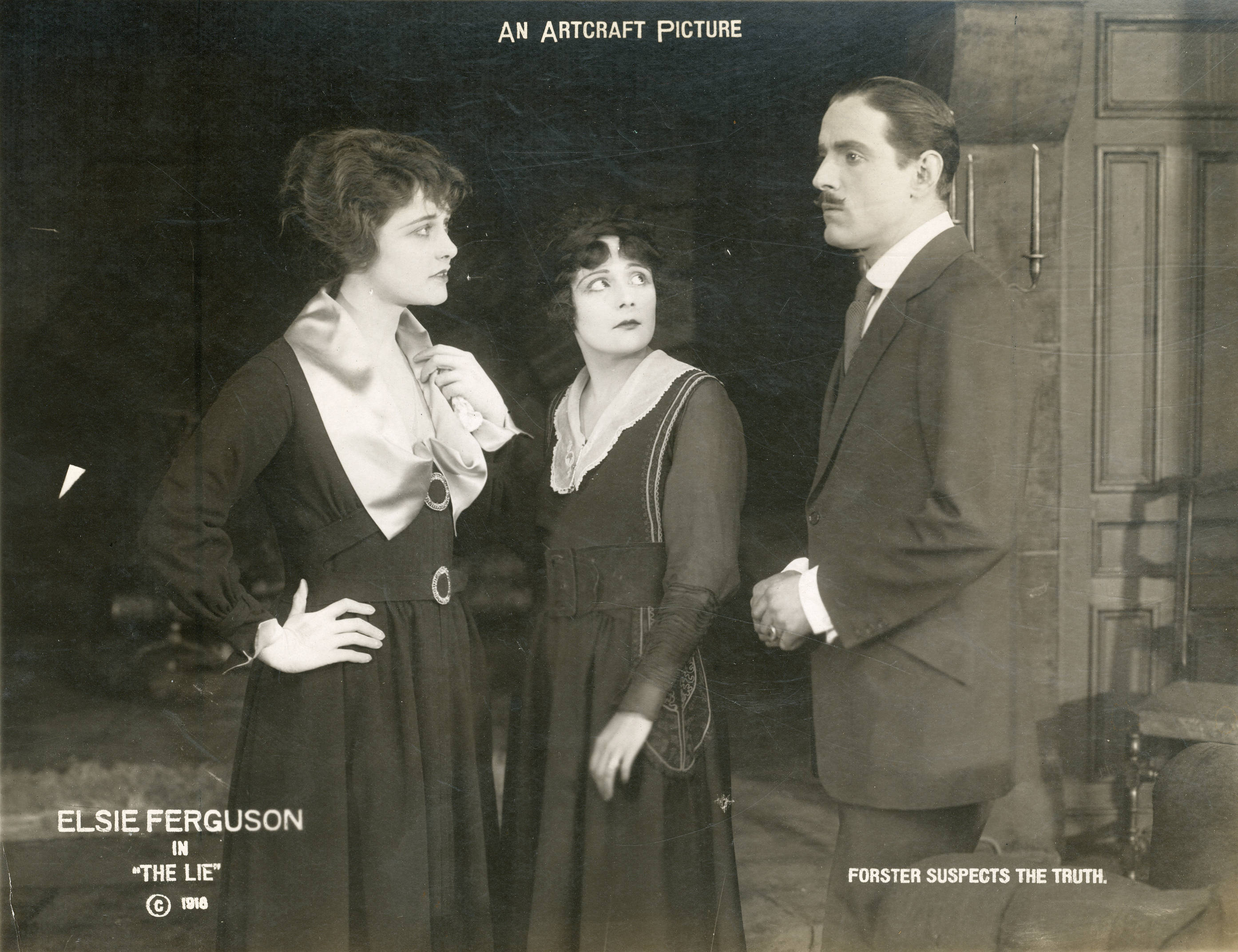
Слева направо: Элси Фергюсон, Бетти Хоу[англ.] и Дэвид Пауэлл[англ.] в фильме «Ложь[англ.]» (1918)
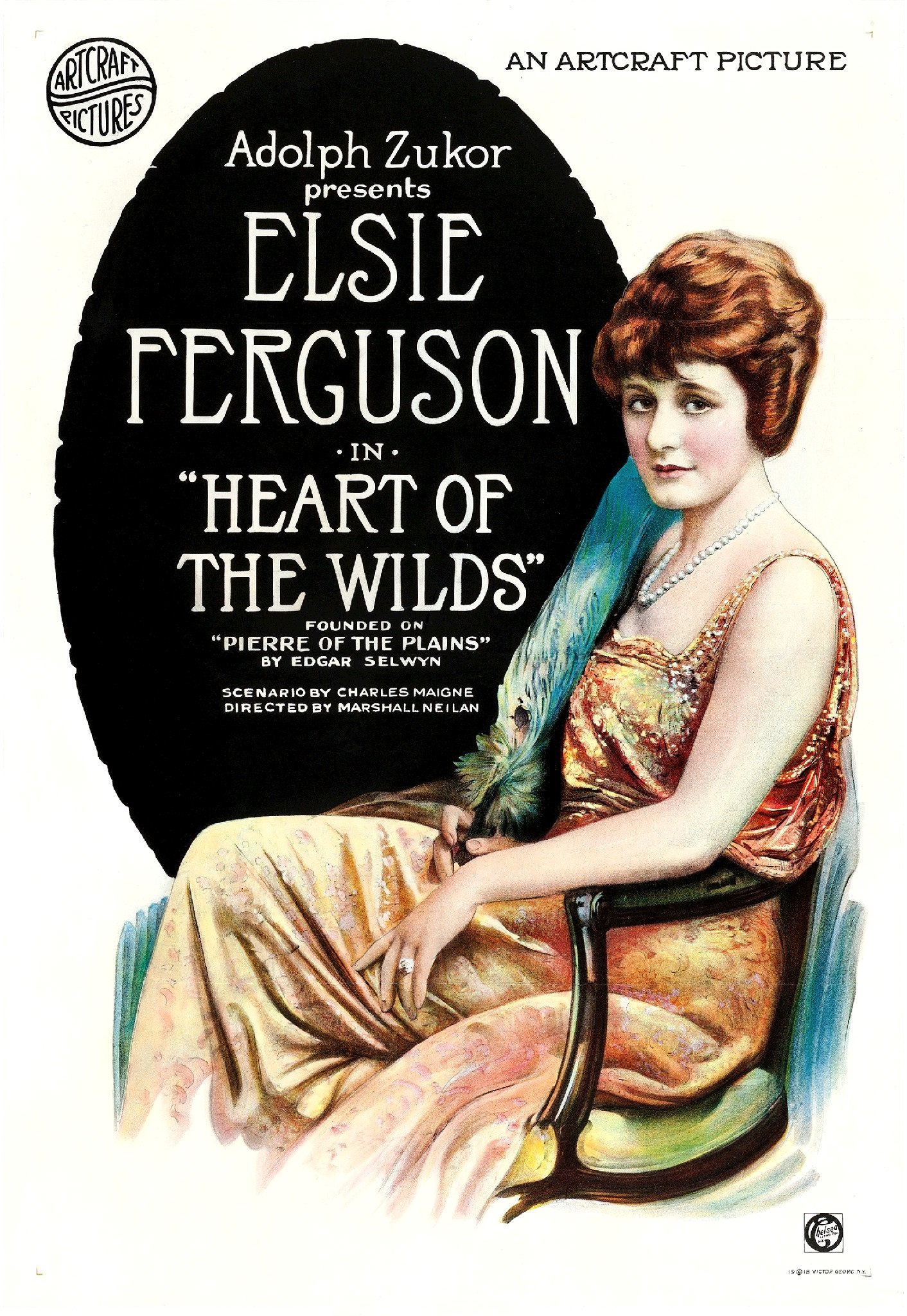
На постере фильма «Сердце дебрей[англ.]» (1918)
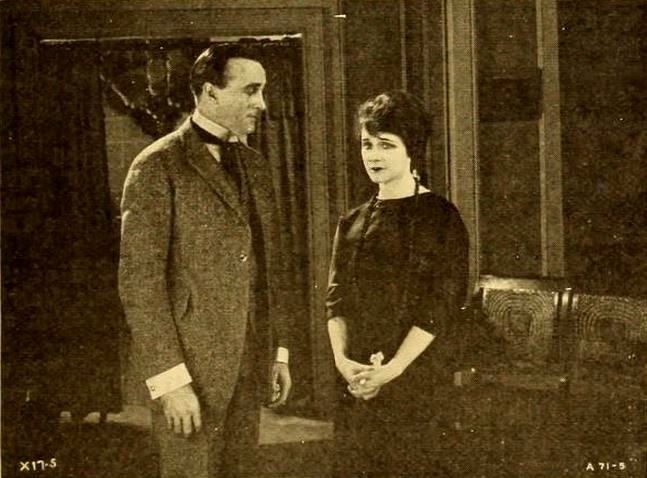
С Уиндемом Стэндингом[англ.] в фильме «Цена брака[англ.]» (1919)
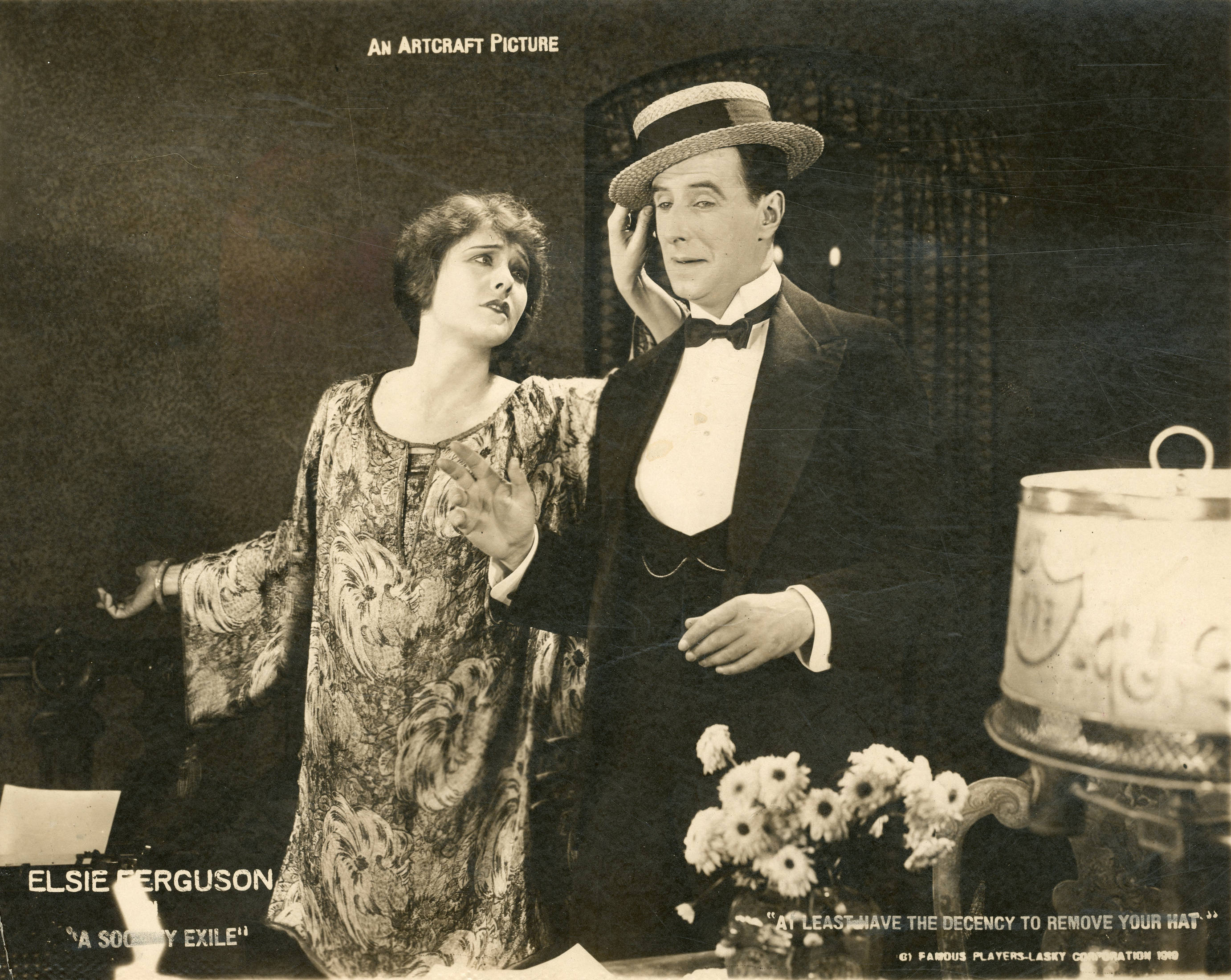
С Уорбёртоном Гемблом[англ.] в фильме «Изгнанная из общества[англ.]» (1919)
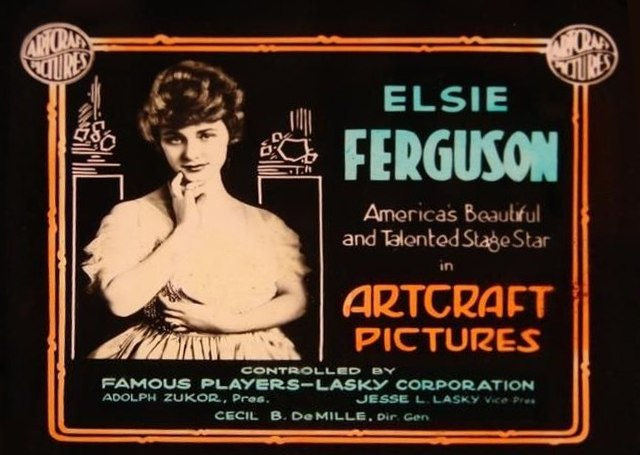
На слайде для волшебного фонаря, ок. 1919 г.
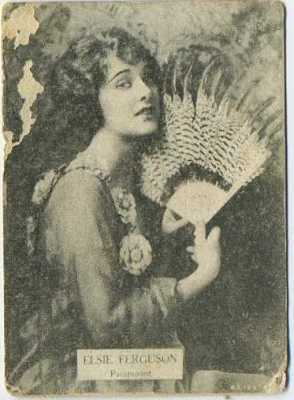
На кубинской сигаретной карточке, ок. 1920 г.
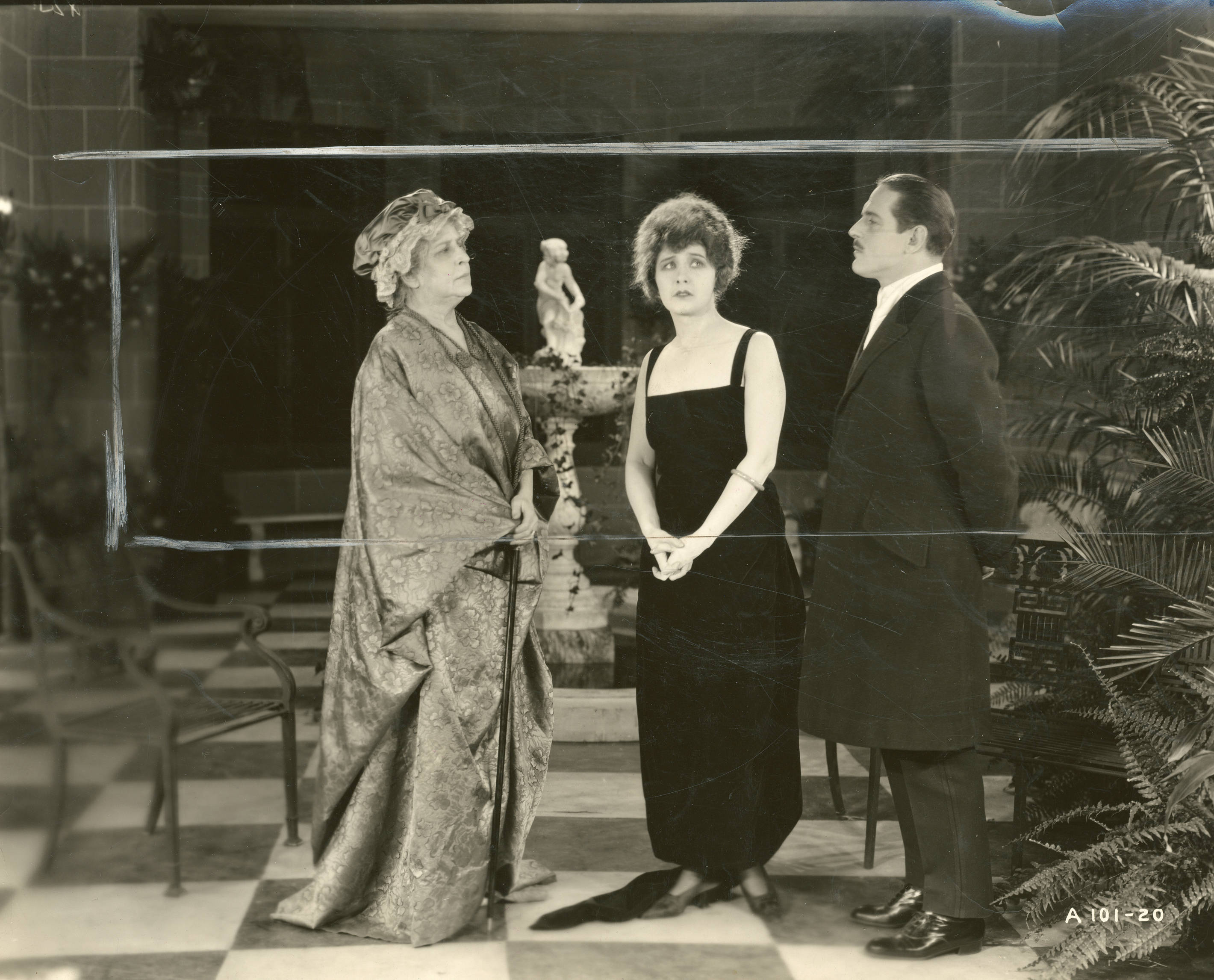
Слева направо: Айда Уотермен[англ.], Элси Фергюсон и Дэвид Пауэлл[англ.] в фильме «Дочь леди Роуз[англ.]» (1920)
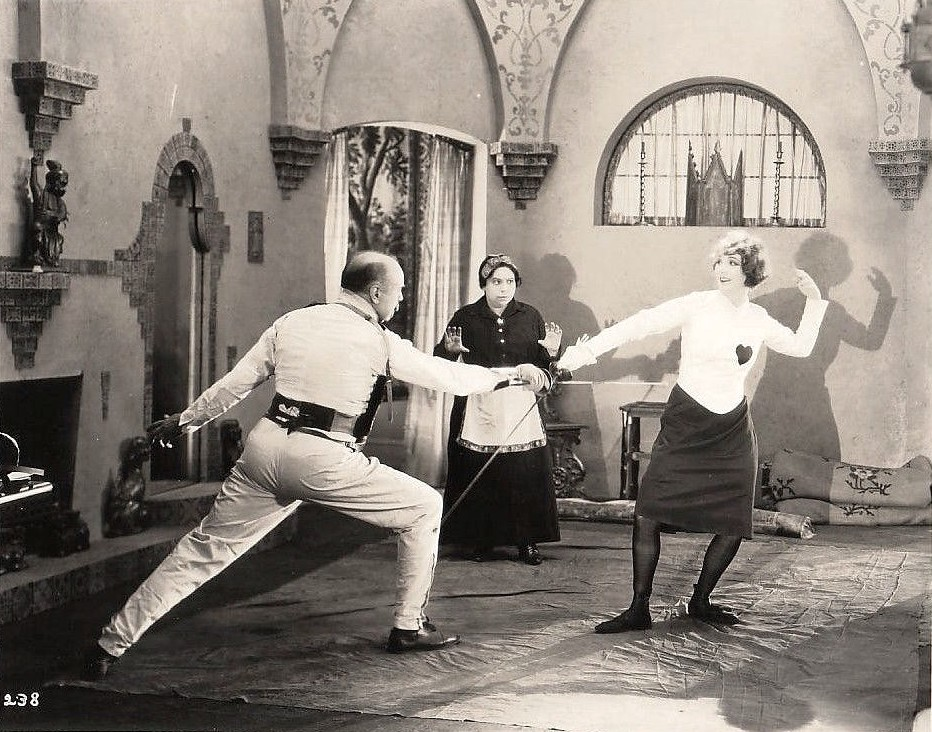
На съёмках фильма «Огни рампы» (1921): режиссёр Джон Робертсон[англ.] даёт Фергюсон урок фехтования
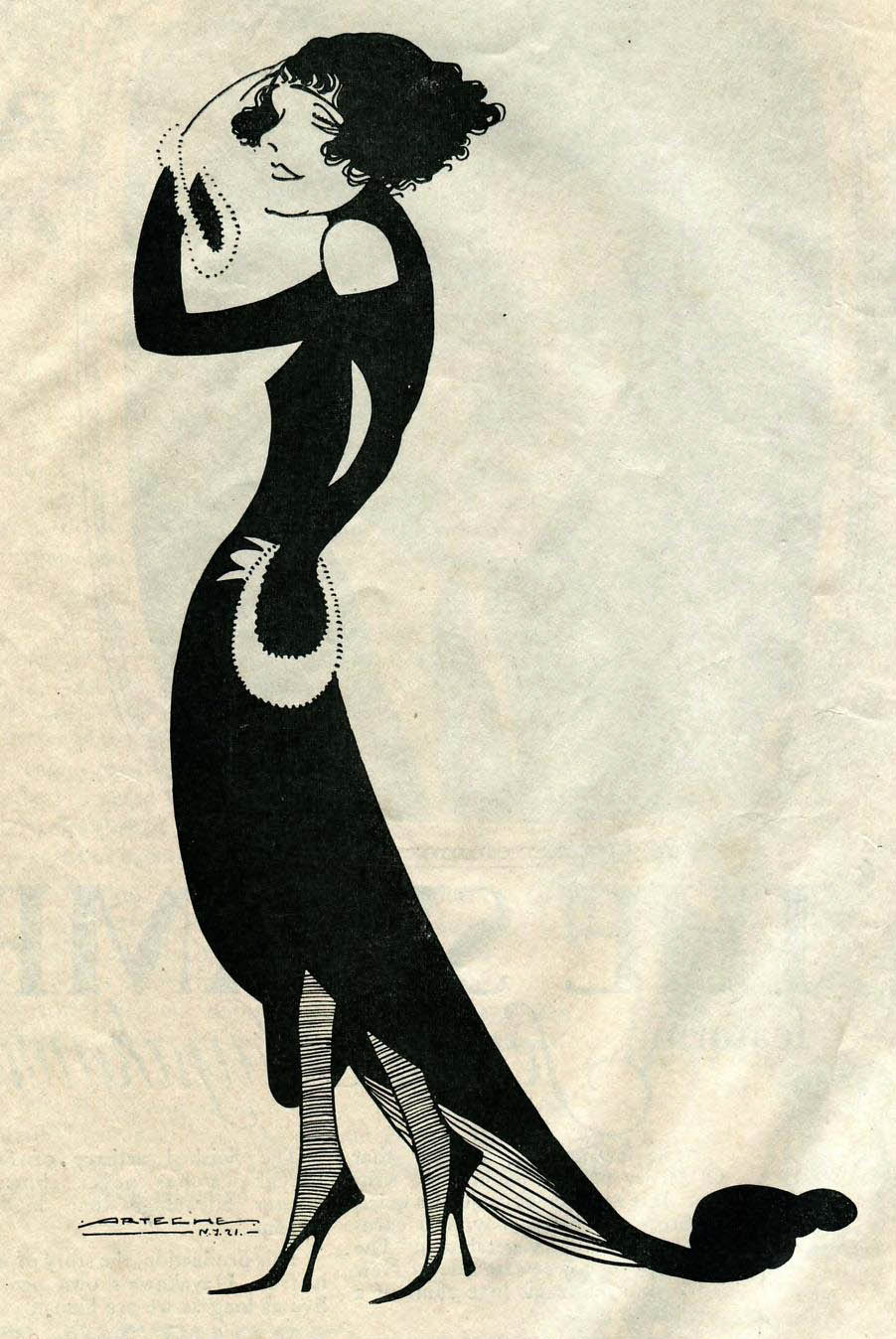
Рисунок к фильму «Огни рампы» (1921)
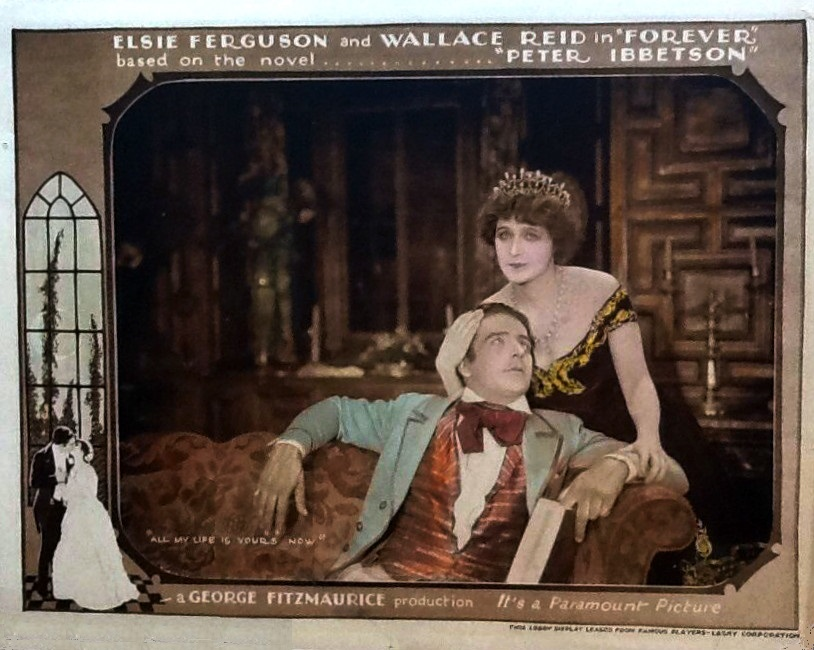
С Уоллесом Ридом на лобби-карточке фильма «Навсегда[англ.]» (1921)
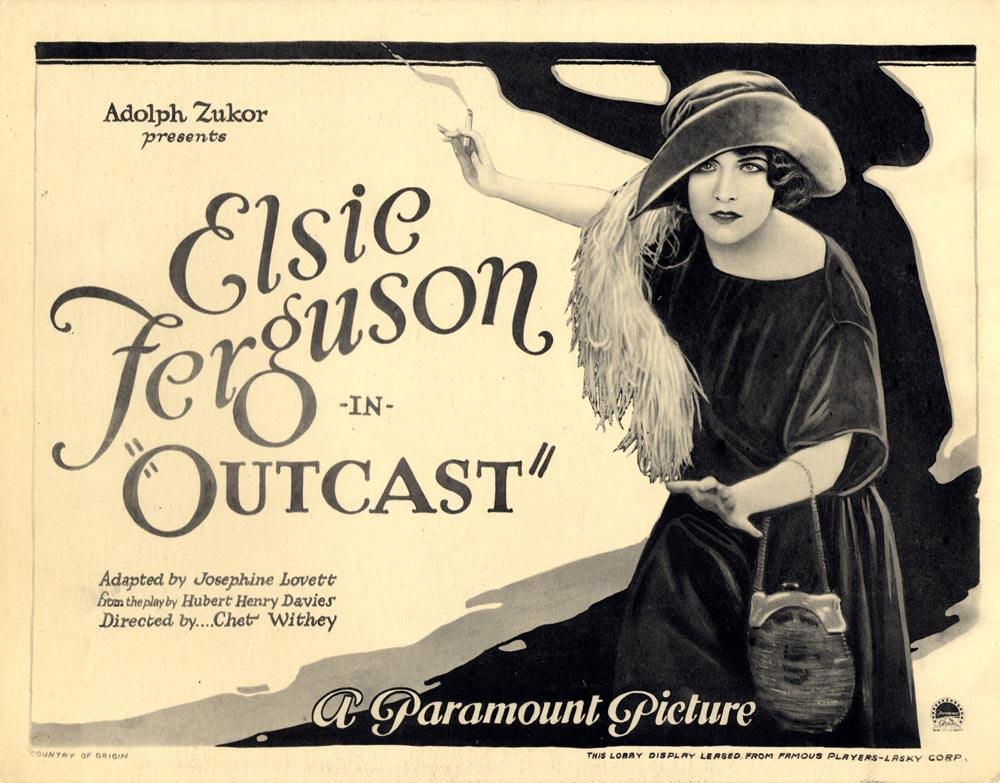
На лобби-карточке фильма «Изгой[англ.]» (1922)